# Église Saint-Eutrope d'Agudelle
Pour les articles homonymes, voir Église Saint-Eutrope.
L'église Saint-Eutrope d'Agudelle est un édifice religieux situé sur la commune d'Agudelle dans le département français de la Charente-Maritime en région Nouvelle-Aquitaine.

## Historique
L'église, qui dépendait du diocèse de Saintes, était un lieu de pèlerinage. De l'origine romane, XIIe siècle, ne subsiste que la façade et les murs de la nef. En ce siècle, la Saintonge était gagnée par la mode des tracés polylobés, inspirée des mosquées de l'Espagne mauresque. L'église a dû souffrir des guerres de Cent Ans et a été reconstruite à la fin du Moyen Age et peut-être jusqu'au XVIe siècle pour le chevet. Le clocher est plus tardif. Le plan se compose d'une nef unique terminée par un chevet plat.

## Description
Une statue en bois polychrome de saint Eutrope datant du XVIIe ou XVIIIe siècle est inscrite depuis le 21 janvier 1980. Elle a été restaurée en 1988 par Christian Karoutzos. L'église abrite une cloche en bronze datant de 1556 qui est inscrite aux Monuments historiques depuis le 5 décembre 1908.

## Protection
L'église Saint-Eutrope est inscrite au titre des monuments historiques en 1986.